# Астрахань (аэропорт)
Международный аэропорт А́страхань имени Б. М. Кустодиева (до начала 2000-х годов носил наименование Нарима́ново) — аэропорт федерального значения, расположенный на южной окраине города Астрахани в 8 км южнее центра города. Официальное название аэропорта — Астрахань.
Регулярные ежедневные рейсы в Москву осуществляют четыре авиакомпании:  «Россия», «Аэрофлот», S7 Airlines и «Победа». Также выполняются международные рейсы в Актау (Казахстан),  Баку (Азербайджан) (по состоянию на сентябрь 2023 года). Количество авиарейсов из аэропорта после распада СССР снизилось более чем в 10 раз.
Аэродром класса Б, способен принимать самолёты Ан-12, Ан-24, Ан-28, Ан-72, Ан-74, Ан-124, Ан-148, Ан-225, Boeing 737—300, 400, 500, 600, 700, 800 и модификации, Б-747 и модификации, B-757, Б-767 и модификации, А-310, А-319-100, A-320 и модификации, A-321 и модификации, DC-8, MD−11, ATR-42 и модификации, CRJ-100/200, SAAB-2000 и модификации, SAAB−340 и модификации, EMB-120 и модификации, Sukhoi Superjet 100, Ил-18, Ил-114, Ил-76, Ил-96-400, Ту-134, Ту-154, Ту-204, Як-40, Як-42 и другие ВС III и IV класса, а также вертолёты всех типов.
Максимальный взлётный вес воздушного судна: 191 тонна. Классификационное число ВПП (PCN) 63/F/C/Х/T. Оборудование аэродрома позволяет выполнять посадку самолётам по метеоминимуму I категории ИКАО (видимость на ВПП 800 м, высота нижней границы облаков 60 м).
В 16 км северо-западнее аэродрома Астрахань находится военный аэродром Приволжский, с 1963 по 1979 год он являлся основным аэропортом Астрахани. К югу-востока от города Астрахань имеется два спортивных аэродрома Осыпной Бугор и Три Протока.

## История
Первый официальный аэропорт в Астрахани был открыт в 1936 году; он находился к юго-востоку от города, вблизи села Осыпной Бугор (аэродром начал функционировать в 1932 году). Ныне там располагается одноимённый спортивный аэродром.
В 1945 году гражданской авиации был передан бывший военный аэродром Сталинский (нынешняя территория аэродрома), получивший новое наименование Нариманово. Аэродром имел грунтовые взлётно-посадочную полосу (ВПП) и одну небольшую кирпичную ВПП. С этого момента и до конца 1970-х годов использовался как аэропорт местных воздушных линий.
В 1950-х годах на аэродроме базировались самолёты Ли-2 и вертолёты Ми-1, в начале 1960-х поступили самолёты Ил-14 и Ан-2, в начале 1970-х — самолёты Ан-24 и вертолёты Ка-26.

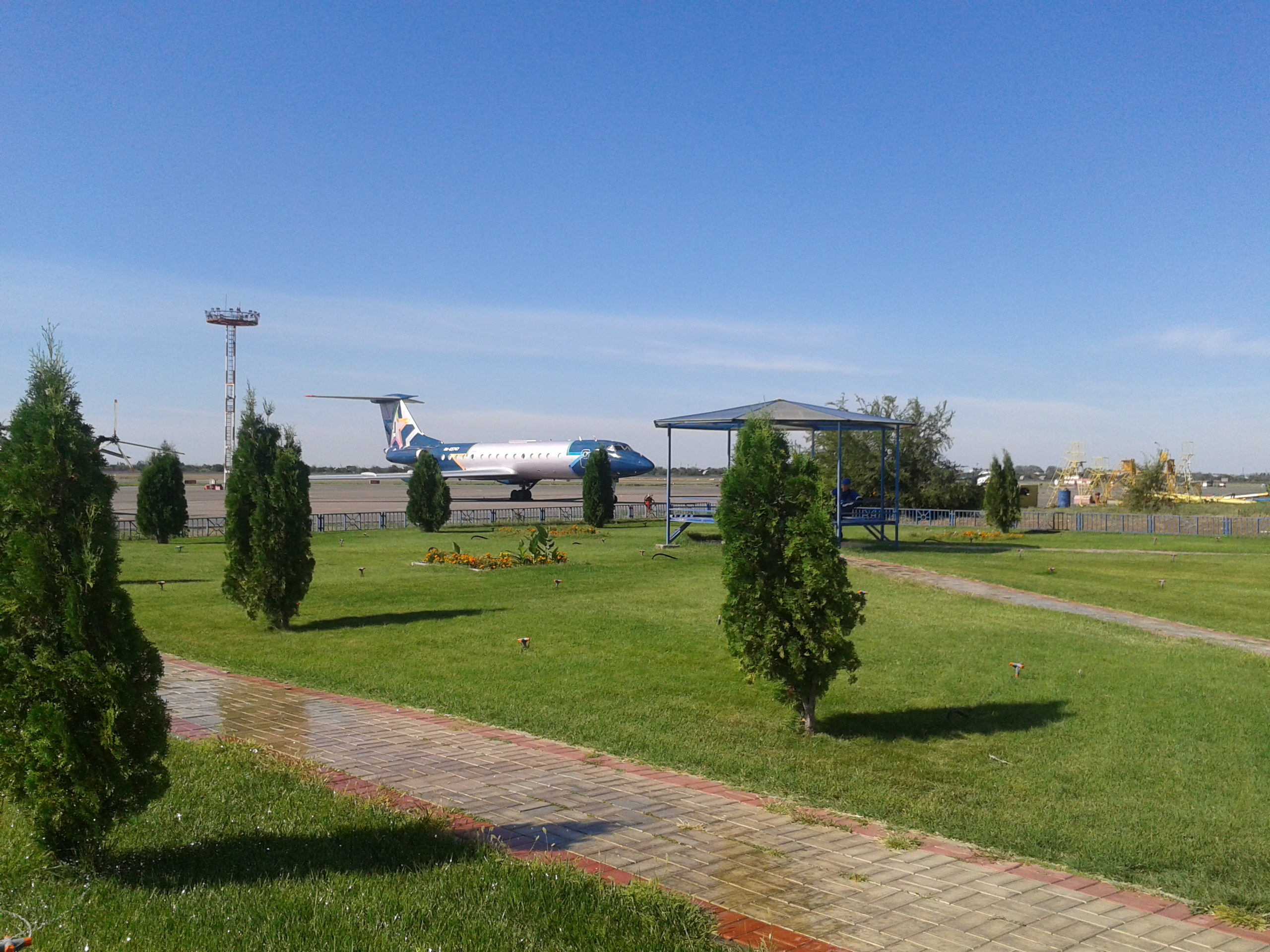
Стоянка в аэропорту Астрахань. 2013 год

В 1979 году были открыты новый аэровокзал и бетонная взлётно-посадочная полоса, что позволило начать эксплуатацию турбореактивных самолётов Ту-134. Нариманово стал основным аэропортом Астрахани.
Перед распадом СССР Астраханский объединённый авиаотряд включал: пять самолётов Ту-134 (бортовые номера 65055, 65080, 65102, 65825, 65828), девять самолётов Ан-24 (бортовые номера 46208, 46225, 46258, 46294, 46308, 46402, 46687, 46834, 47260), в 1990 году поступили два самолёта Як-42Д (бортовые номера 42415, 42417). Кроме того, имелось большое количество самолётов Ан-2 и вертолётов Ка-26.
До середины 1990-х годов в районе Астрахани существовало несколько аэропортов местных воздушных линий, в частности, Енотаевка, Зеленга, Каспийский.
В 1994 году Астраханский объединенный авиаотряд был реорганизован в ОАО «Аэропорт Астрахань» и ОАО «Астраханские авиалинии». В мае 2005 года ОАО Авиакомпания «Астраханские авиалинии» завершила выполнение полётов, и авиапредприятие с 70-летней историей развития прекратило своё существование.
В 2008 году проведён первый этап реконструкции ВПП аэродрома (её выравнивание и усиление), что позволило аэропорту принимать самолёты Боинг-737, построен новый командно-диспетчерский пункт.
Рост основных показателей за 2008 год по сравнению с 2006 годом составил от 31 % до 200 %, а пассажиропоток увеличился в два раза.
25 октября 2010 года государственной приемочной комиссией, утверждённой приказом Федерального агентства воздушного транспорта № 374 от 30.09.2010, приняты работы по объекту «Реконструкция покрытий ИВПП и планировка летного поля аэропорта Астрахань, Астраханская область». Согласно заключению комиссии работы выполнены в соответствии с проектом, отвечают санитарно-эпидемиологическим, пожарным, строительным нормам и правилам и государственным стандартам, и вводится в действие. С тех пор на аэродроме ВПП имеет длину 3200 м, покрытие из армобетона, усиленного асфальтобетоном. Лётное поле соответствует аэродрому класса Б, I категории ICAO. Классификационное число ВПП (PCN) 63/F/C/X/T.
По итогам голосования «Выбираем великие имена» 5 декабря 2018 года аэропорт получил имя Бориса Кустодиева. Несмотря на то, что официальный приказ Росавиации так и не был опубликован, новое полное название стало активно вводиться в употребление местными онлайн-изданиями.

## Технические характеристики
Аэродром Астрахань класса Б.

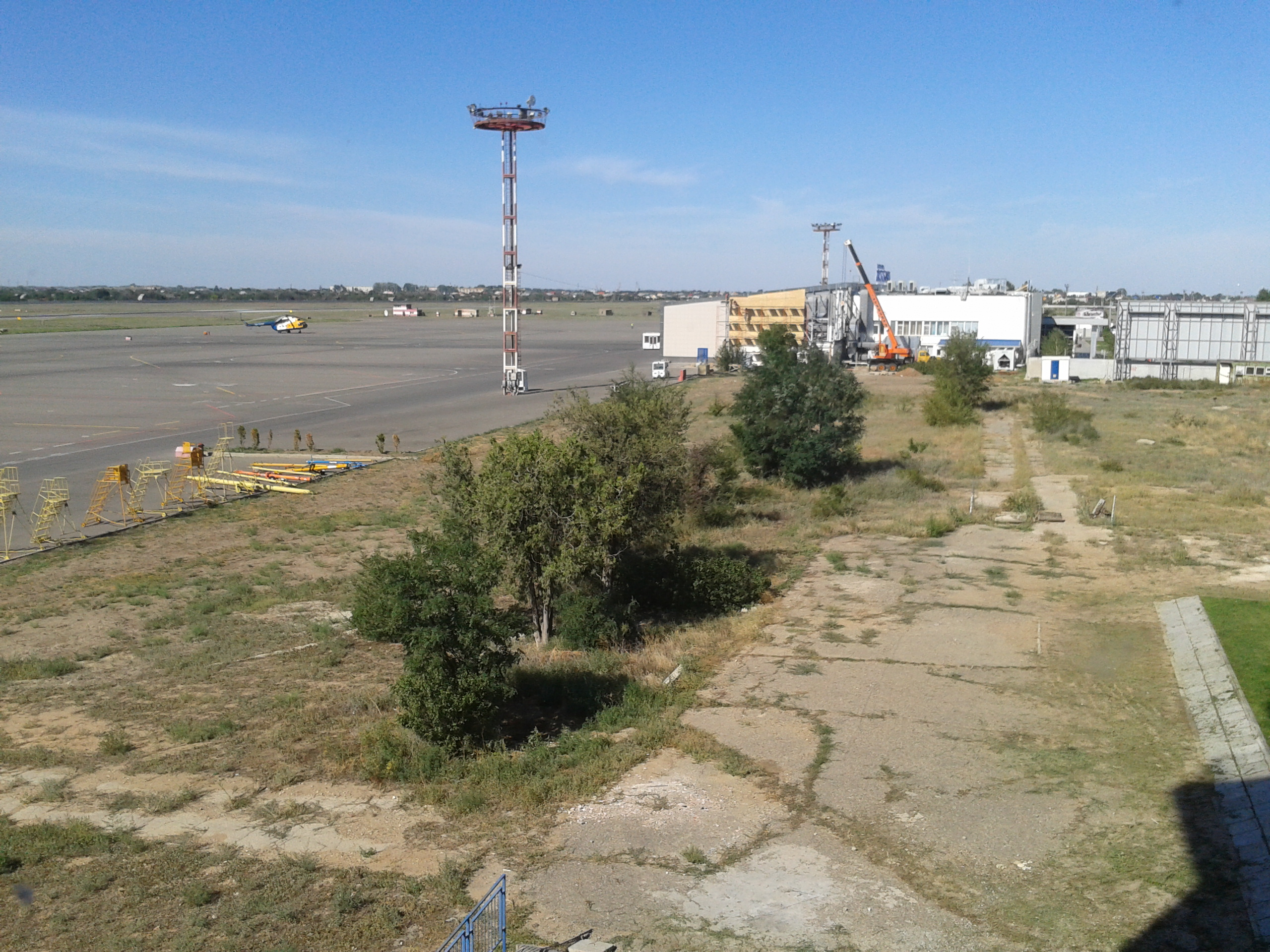
Вид на аэропорт Астрахань. 2013 год

Международный аэропорт III класса Астрахань имеет в своем составе:
- Искусственную взлётно-посадочную полосу размерами 3200×45 м;
- 5 рулёжных дорожек с искусственным покрытием;
- Вертодром (разлётная взлётно-посадочная полоса, перрон);
- Перрон вместимостью 20 воздушных судов;
- Аэровокзал с проектной пропускной способностью 400 человек в час;
- Топливозаправочный комплекс емкостью 15 тысяч м³;
- Гостиницу на 100 мест[17].

В 2012 году проведена реконструкция аэровокзального комплекса, стоимость которой составила около 270 млн руб. Построен зал ожидания для авиапассажиров внутренних авиалиний площадью более 900 м², обновлён зал прилёта, реконструирована зона регистрации авиапассажиров и оформления багажа, обновлена система навигации и информирования авиапассажиров в соответствии с мировыми стандартами, создан зал прилёта международных авиалиний площадью 600 м², рассчитанный на одновременное размещение 400 человек.

## Показатели деятельности
| год             | 2014  | 2015  | 2016  | 2017  | 2018  | 2019  | 2020  | 2021  | 2023  |
| тыс. пассажиров | 426,6 | 546,1 | 524,3 | 580,9 | 597,0 | 672,4 | 521,6 | 864,5 | 774,0 |
| Источники:      |       |       |       |       |       |       |       |       |       |

## Авиакомпании и направления

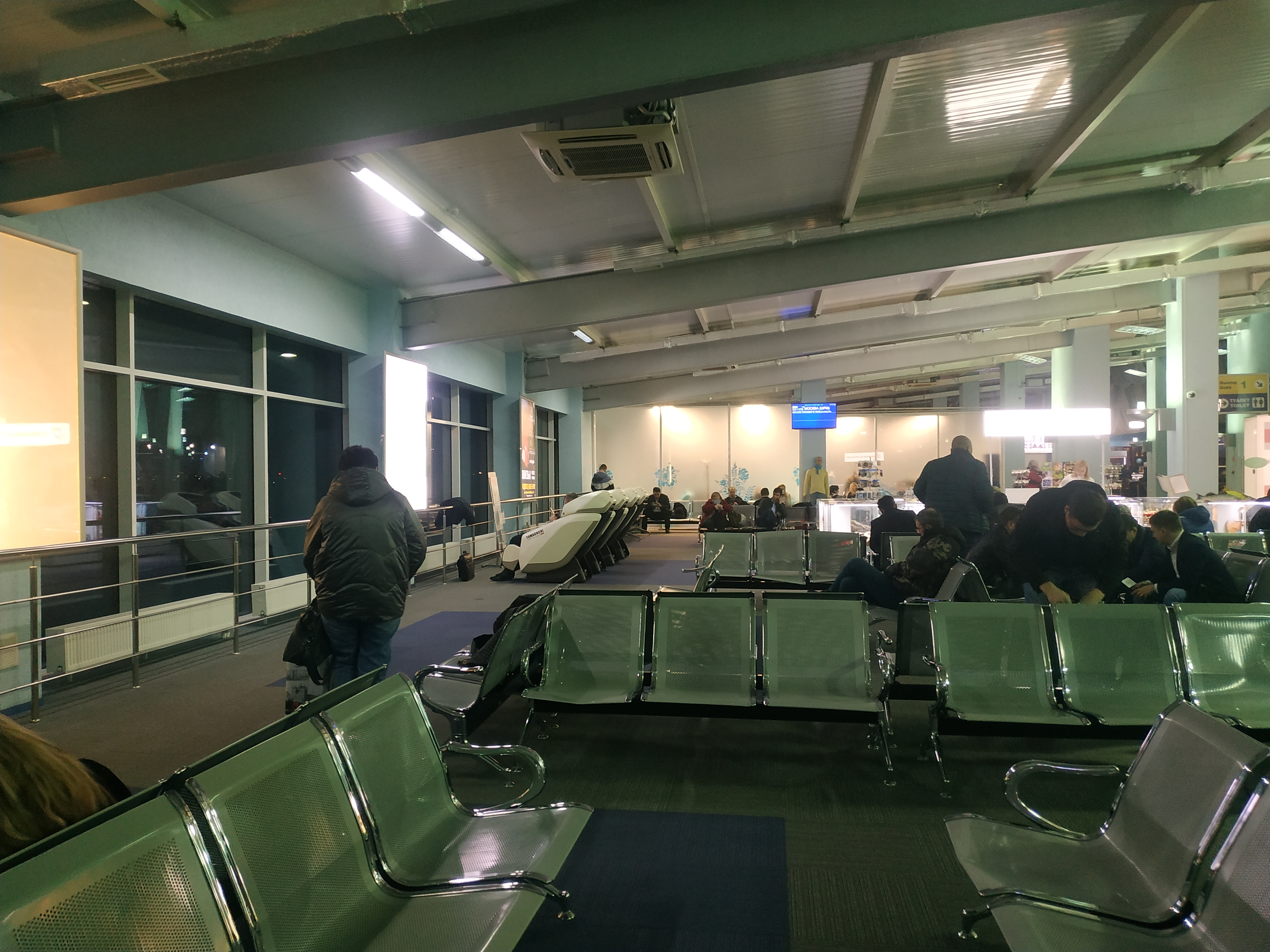
Интерьер зала вылета (2020)

По состоянию на 13 июля 2025 года аэропорт обслуживает рейсы следующих авиакомпаний по следующим направлениям:

## Транспортные коммуникации
От аэропорта до города можно добраться как на такси, так и общественным транспортом. До конца 1990-х годов к аэропорту подъезжал автобус № 5, заменённый маршрутным такси в связи с передачей АПАТП-1 частной компании, обслуживающей междугородние перевозки, с последующей ликвидацией площадки через несколько лет; в 2010 году несколько месяцев к аэропорту подъезжал автобус № 2, позднее он был перенаправлен в посёлок Советский. В 1986-2017 годах на площади возле аэровокзала находилось троллейбусное кольцо. Сейчас курсируют только автобусы и маршрутное такси.

### Автобусы
- 45 до остановки Мясокомбинат
- 86 до остановки Славянский рынок

### Маршрутное такси
- 80с до остановки Холодильники рыбокомбината
- 86с до остановки Славянский рынок